# Deltaproteobacteria
Deltaproteobacteria (también Delta Proteobacteria o δ-bacteria) es una clase del filo Psudomonadota, determinado según el análisis filogenético del ARNr. Todas estas bacterias son Gram negativas.
Recientemente se ha propuesto dividir a las deltaproteobacterias en dos filos separados Myxococcota y Bdellovibrionota, sin embargo dicha clasificación no es aceptada por el LPSN quien los mantiene dentro de Pseudomonadota.
Son bacterias comunes en el medio anaerobio del sedimento de lagos, pantanos y fondos marinos. En comparación con otras proteobacterias es un grupo más homogéneo, incluyendo casi todas las bacterias reductoras de sulfato del filo, produciendo un típico mal olor por la emisión de sulfuro de hidrógeno (H2S), por lo que son importantes dentro del ciclo natural el azufre. 
Entre los ejemplos más notables está Bdellovibrio, que es una inusual bacteria cazadora de otras bacterias. Las mixobacterias también son un ejemplo único y han sido comparadas con una manada de lobos, pues en cooperación abruman a otras bacterias alimentándose de ellas. Si se agota la fuente de alimento, las mixobacterias forman cuerpos fructíferos multicelulares complejos y esporas resistentes, lo que las convierte en el grupo de bacterias más complejo y situado en el umbral de la pluricelularidad. Otros géneros importantes son Desulfovibrio y Geobacter.

## Filogenia
Diversos análisis filogenéticos del ARNr 16S, 23S y proteicos, muestran que Deltaproteobacteria tiene una posición basal dentro de las proteobacterias y una relación cercana con Epsilonproteobacteria. Algunos análisis proteicos señalan que podría haber una relación más cercana aún con Acidobacteria.
De acuerdo con un análisis del ARNr, Deltaproteobacteria sería un grupo hermano de Epsilonproteobacteria. Las relaciones entre subgrupos serían las siguientes (entre comillas se indican los grupos parafiléticos):
|  | Bdellovibrionales |
|  |                   |
|  | Desulfobulbaceae  |
|  |                   |

|  | "Syntrophobacterales" |
|  |                       |
|  | Desulfobacteraceae    |
|  |                       |

|  | Bdellovibrionales |
|  |                   |
|  | Desulfobulbaceae  |
|  |                   |

|  | "Syntrophobacterales" |
|  |                       |
|  | Desulfobacteraceae    |
|  |                       |

|  | Bdellovibrionales |
|  |                   |
|  | Desulfobulbaceae  |
|  |                   |

|  | "Syntrophobacterales" |
|  |                       |
|  | Desulfobacteraceae    |
|  |                       |

|  | Bdellovibrionales |
|  |                   |
|  | Desulfobulbaceae  |
|  |                   |

|  | "Syntrophobacterales" |
|  |                       |
|  | Desulfobacteraceae    |
|  |                       |

|  | Bdellovibrionales |
|  |                   |
|  | Desulfobulbaceae  |
|  |                   |

|  | "Syntrophobacterales" |
|  |                       |
|  | Desulfobacteraceae    |
|  |                       |

|  | Bdellovibrionales |
|  |                   |
|  | Desulfobulbaceae  |
|  |                   |

|  | "Syntrophobacterales" |
|  |                       |
|  | Desulfobacteraceae    |
|  |                       |

|  | Bdellovibrionales |
|  |                   |
|  | Desulfobulbaceae  |
|  |                   |

|  | "Syntrophobacterales" |
|  |                       |
|  | Desulfobacteraceae    |
|  |                       |

|  | Bdellovibrionales |
|  |                   |
|  | Desulfobulbaceae  |
|  |                   |

|  | "Syntrophobacterales" |
|  |                       |
|  | Desulfobacteraceae    |
|  |                       |

|  | Bdellovibrionales |
|  |                   |
|  | Desulfobulbaceae  |
|  |                   |

|  | "Syntrophobacterales" |
|  |                       |
|  | Desulfobacteraceae    |
|  |                       |

|  | Bdellovibrionales |
|  |                   |
|  | Desulfobulbaceae  |
|  |                   |

|  | "Syntrophobacterales" |
|  |                       |
|  | Desulfobacteraceae    |
|  |                       |

|  | Bdellovibrionales |
|  |                   |
|  | Desulfobulbaceae  |
|  |                   |

|  | "Syntrophobacterales" |
|  |                       |
|  | Desulfobacteraceae    |
|  |                       |

|  | Bdellovibrionales |
|  |                   |
|  | Desulfobulbaceae  |
|  |                   |

|  | "Syntrophobacterales" |
|  |                       |
|  | Desulfobacteraceae    |
|  |                       |

|  | Bdellovibrionales |
|  |                   |
|  | Desulfobulbaceae  |
|  |                   |

|  | "Syntrophobacterales" |
|  |                       |
|  | Desulfobacteraceae    |
|  |                       |

|  | Bdellovibrionales |
|  |                   |
|  | Desulfobulbaceae  |
|  |                   |

|  | "Syntrophobacterales" |
|  |                       |
|  | Desulfobacteraceae    |
|  |                       |

|  | Bdellovibrionales |
|  |                   |
|  | Desulfobulbaceae  |
|  |                   |

|  | "Syntrophobacterales" |
|  |                       |
|  | Desulfobacteraceae    |
|  |                       |

|  | Bdellovibrionales |
|  |                   |
|  | Desulfobulbaceae  |
|  |                   |

|  | "Syntrophobacterales" |
|  |                       |
|  | Desulfobacteraceae    |
|  |                       |

|  | Bdellovibrionales |
|  |                   |
|  | Desulfobulbaceae  |
|  |                   |

|  | "Syntrophobacterales" |
|  |                       |
|  | Desulfobacteraceae    |
|  |                       |

|  | Bdellovibrionales |
|  |                   |
|  | Desulfobulbaceae  |
|  |                   |

|  | "Syntrophobacterales" |
|  |                       |
|  | Desulfobacteraceae    |
|  |                       |

|  | Bdellovibrionales |
|  |                   |
|  | Desulfobulbaceae  |
|  |                   |

|  | "Syntrophobacterales" |
|  |                       |
|  | Desulfobacteraceae    |
|  |                       |

|  | Bdellovibrionales |
|  |                   |
|  | Desulfobulbaceae  |
|  |                   |

|  | "Syntrophobacterales" |
|  |                       |
|  | Desulfobacteraceae    |
|  |                       |

|  | Bdellovibrionales |
|  |                   |
|  | Desulfobulbaceae  |
|  |                   |

|  | "Syntrophobacterales" |
|  |                       |
|  | Desulfobacteraceae    |
|  |                       |

|  | Bdellovibrionales |
|  |                   |
|  | Desulfobulbaceae  |
|  |                   |

|  | "Syntrophobacterales" |
|  |                       |
|  | Desulfobacteraceae    |
|  |                       |

|  | Bdellovibrionales |
|  |                   |
|  | Desulfobulbaceae  |
|  |                   |

|  | "Syntrophobacterales" |
|  |                       |
|  | Desulfobacteraceae    |
|  |                       |

|  | Bdellovibrionales |
|  |                   |
|  | Desulfobulbaceae  |
|  |                   |

|  | "Syntrophobacterales" |
|  |                       |
|  | Desulfobacteraceae    |
|  |                       |

|  | Bdellovibrionales |
|  |                   |
|  | Desulfobulbaceae  |
|  |                   |

|  | "Syntrophobacterales" |
|  |                       |
|  | Desulfobacteraceae    |
|  |                       |

|  | Bdellovibrionales |
|  |                   |
|  | Desulfobulbaceae  |
|  |                   |

|  | "Syntrophobacterales" |
|  |                       |
|  | Desulfobacteraceae    |
|  |                       |

|  | Bdellovibrionales |
|  |                   |
|  | Desulfobulbaceae  |
|  |                   |

|  | "Syntrophobacterales" |
|  |                       |
|  | Desulfobacteraceae    |
|  |                       |

|  | Bdellovibrionales |
|  |                   |
|  | Desulfobulbaceae  |
|  |                   |

|  | "Syntrophobacterales" |
|  |                       |
|  | Desulfobacteraceae    |
|  |                       |

|  | Bdellovibrionales |
|  |                   |
|  | Desulfobulbaceae  |
|  |                   |

|  | "Syntrophobacterales" |
|  |                       |
|  | Desulfobacteraceae    |
|  |                       |

|  | Bdellovibrionales |
|  |                   |
|  | Desulfobulbaceae  |
|  |                   |

|  | "Syntrophobacterales" |
|  |                       |
|  | Desulfobacteraceae    |
|  |                       |

|  | Bdellovibrionales |
|  |                   |
|  | Desulfobulbaceae  |
|  |                   |

|  | "Syntrophobacterales" |
|  |                       |
|  | Desulfobacteraceae    |
|  |                       |

|  | Bdellovibrionales |
|  |                   |
|  | Desulfobulbaceae  |
|  |                   |

|  | "Syntrophobacterales" |
|  |                       |
|  | Desulfobacteraceae    |
|  |                       |

|  | Bdellovibrionales |
|  |                   |
|  | Desulfobulbaceae  |
|  |                   |

|  | "Syntrophobacterales" |
|  |                       |
|  | Desulfobacteraceae    |
|  |                       |

|  | Bdellovibrionales |
|  |                   |
|  | Desulfobulbaceae  |
|  |                   |

|  | "Syntrophobacterales" |
|  |                       |
|  | Desulfobacteraceae    |
|  |                       |

|  | Bdellovibrionales |
|  |                   |
|  | Desulfobulbaceae  |
|  |                   |

|  | "Syntrophobacterales" |
|  |                       |
|  | Desulfobacteraceae    |
|  |                       |

|  | Bdellovibrionales |
|  |                   |
|  | Desulfobulbaceae  |
|  |                   |

|  | "Syntrophobacterales" |
|  |                       |
|  | Desulfobacteraceae    |
|  |                       |

|  | Bdellovibrionales |
|  |                   |
|  | Desulfobulbaceae  |
|  |                   |

|  | "Syntrophobacterales" |
|  |                       |
|  | Desulfobacteraceae    |
|  |                       |

|  | Bdellovibrionales |
|  |                   |
|  | Desulfobulbaceae  |
|  |                   |

|  | "Syntrophobacterales" |
|  |                       |
|  | Desulfobacteraceae    |
|  |                       |

|  | Bdellovibrionales |
|  |                   |
|  | Desulfobulbaceae  |
|  |                   |

|  | "Syntrophobacterales" |
|  |                       |
|  | Desulfobacteraceae    |
|  |                       |

|  | Bdellovibrionales |
|  |                   |
|  | Desulfobulbaceae  |
|  |                   |

|  | "Syntrophobacterales" |
|  |                       |
|  | Desulfobacteraceae    |
|  |                       |

|  | Bdellovibrionales |
|  |                   |
|  | Desulfobulbaceae  |
|  |                   |

|  | "Syntrophobacterales" |
|  |                       |
|  | Desulfobacteraceae    |
|  |                       |

|  | Bdellovibrionales |
|  |                   |
|  | Desulfobulbaceae  |
|  |                   |

|  | "Syntrophobacterales" |
|  |                       |
|  | Desulfobacteraceae    |
|  |                       |

|  | Bdellovibrionales |
|  |                   |
|  | Desulfobulbaceae  |
|  |                   |

|  | "Syntrophobacterales" |
|  |                       |
|  | Desulfobacteraceae    |
|  |                       |

|  | Bdellovibrionales |
|  |                   |
|  | Desulfobulbaceae  |
|  |                   |

|  | "Syntrophobacterales" |
|  |                       |
|  | Desulfobacteraceae    |
|  |                       |

|  | Bdellovibrionales |
|  |                   |
|  | Desulfobulbaceae  |
|  |                   |

|  | "Syntrophobacterales" |
|  |                       |
|  | Desulfobacteraceae    |
|  |                       |

|  | Bdellovibrionales |
|  |                   |
|  | Desulfobulbaceae  |
|  |                   |

|  | "Syntrophobacterales" |
|  |                       |
|  | Desulfobacteraceae    |
|  |                       |

|  | Bdellovibrionales |
|  |                   |
|  | Desulfobulbaceae  |
|  |                   |

|  | "Syntrophobacterales" |
|  |                       |
|  | Desulfobacteraceae    |
|  |                       |

|  | Bdellovibrionales |
|  |                   |
|  | Desulfobulbaceae  |
|  |                   |

|  | "Syntrophobacterales" |
|  |                       |
|  | Desulfobacteraceae    |
|  |                       |

|  | Bdellovibrionales |
|  |                   |
|  | Desulfobulbaceae  |
|  |                   |

|  | "Syntrophobacterales" |
|  |                       |
|  | Desulfobacteraceae    |
|  |                       |

|  | Bdellovibrionales |
|  |                   |
|  | Desulfobulbaceae  |
|  |                   |

|  | "Syntrophobacterales" |
|  |                       |
|  | Desulfobacteraceae    |
|  |                       |

|  | Bdellovibrionales |
|  |                   |
|  | Desulfobulbaceae  |
|  |                   |

|  | "Syntrophobacterales" |
|  |                       |
|  | Desulfobacteraceae    |
|  |                       |

|  | Bdellovibrionales |
|  |                   |
|  | Desulfobulbaceae  |
|  |                   |

|  | "Syntrophobacterales" |
|  |                       |
|  | Desulfobacteraceae    |
|  |                       |

|  | Bdellovibrionales |
|  |                   |
|  | Desulfobulbaceae  |
|  |                   |

|  | "Syntrophobacterales" |
|  |                       |
|  | Desulfobacteraceae    |
|  |                       |

|  | Bdellovibrionales |
|  |                   |
|  | Desulfobulbaceae  |
|  |                   |

|  | "Syntrophobacterales" |
|  |                       |
|  | Desulfobacteraceae    |
|  |                       |

|  | Bdellovibrionales |
|  |                   |
|  | Desulfobulbaceae  |
|  |                   |

|  | "Syntrophobacterales" |
|  |                       |
|  | Desulfobacteraceae    |
|  |                       |

|  | Bdellovibrionales |
|  |                   |
|  | Desulfobulbaceae  |
|  |                   |

|  | "Syntrophobacterales" |
|  |                       |
|  | Desulfobacteraceae    |
|  |                       |

|  | Bdellovibrionales |
|  |                   |
|  | Desulfobulbaceae  |
|  |                   |

|  | "Syntrophobacterales" |
|  |                       |
|  | Desulfobacteraceae    |
|  |                       |

|  | Bdellovibrionales |
|  |                   |
|  | Desulfobulbaceae  |
|  |                   |

|  | "Syntrophobacterales" |
|  |                       |
|  | Desulfobacteraceae    |
|  |                       |

|  | Bdellovibrionales |
|  |                   |
|  | Desulfobulbaceae  |
|  |                   |

|  | "Syntrophobacterales" |
|  |                       |
|  | Desulfobacteraceae    |
|  |                       |

|  | Bdellovibrionales |
|  |                   |
|  | Desulfobulbaceae  |
|  |                   |

|  | "Syntrophobacterales" |
|  |                       |
|  | Desulfobacteraceae    |
|  |                       |

|  | Bdellovibrionales |
|  |                   |
|  | Desulfobulbaceae  |
|  |                   |

|  | "Syntrophobacterales" |
|  |                       |
|  | Desulfobacteraceae    |
|  |                       |

|  | Bdellovibrionales |
|  |                   |
|  | Desulfobulbaceae  |
|  |                   |

|  | "Syntrophobacterales" |
|  |                       |
|  | Desulfobacteraceae    |
|  |                       |

|  | Bdellovibrionales |
|  |                   |
|  | Desulfobulbaceae  |
|  |                   |

|  | "Syntrophobacterales" |
|  |                       |
|  | Desulfobacteraceae    |
|  |                       |

|  | Bdellovibrionales |
|  |                   |
|  | Desulfobulbaceae  |
|  |                   |

|  | "Syntrophobacterales" |
|  |                       |
|  | Desulfobacteraceae    |
|  |                       |